# Pierre Brassard
Pour les articles homonymes, voir Brassard (homonymie).
Pierre Brassard est un humoriste, acteur et animateur de télévision plus de radio québécois né le 24 avril 1966 à Val-d'Or. Il est principalement connu comme étant un membre du groupe humoristique Les Bleu Poudre à qui l'on doit les émissions de télévision 100 Limite et Taquinons la planète, de même que les émissions de radio Les midis fous et Le retour des Bleu Poudre. Il fait également les voix off de nombreuses publicités québécoises.

## Biographie
Pierre Brassard s'inscrit au Cégep de Jonquière ou il obtient son diplôme en Arts et technologie des médias. Dans un premier temps, il travaille à la station de radio Radio-Énergie à Chicoutimi. Il fait ses débuts sur la scène montréalaise en 1987 en remportant la finale des auditions Juste pour rire.
C'est avec le groupe humoristique Les Bleu Poudre formé de Ghislain Taschereau, Jacques Chevalier et de Pierre Brassard qu'il est reconnu en 1988 avec l'émission de télévision 100 Limite diffusée à TQS  puis Taquinons la planète diffusé à la télé de Radio-Canada en 1992. Dans le cadre de ces émissions de satires d'émissions d'informations (plus particulièrement pour 100 Limites), Pierre Brassard endossait habituellement le rôle du présentateur en chef, il adoptait à l'occasion, pour les besoins de reportages bidon, certains autres personnages. Son plus célèbre alter ego demeure Raymond Beaudoin, parodie de chroniqueur mondain, qui s'amusait souvent méchamment aux dépens de vedettes qu'il surprenait à des moments inopportuns, par exemple lors de 5 à 7, de lancements ou de conférences de presse.
Lors de la première émission de la deuxième saison de Taquinons la planète avec son personnage de Raymond Beaudoin, Pierre Brassard fait parler de lui après avoir eu maille à partir avec l'ancien Premier ministre canadien Pierre-Elliott Trudeau. Ce dernier, septuagénaire, réussit à se débarrasser de Brassard en lui administrant un coup de pied dans les parties génitales, un incident filmé par l'équipe de Taquinons la planète et rapporté dans plusieurs médias canadiens.
C'est dans le cadre du Retour des Bleu Poudre, émission de radio diffusée à CKOI que Pierre Brassard, en 1995, s'entretient directement avec la reine Élisabeth II et le pape Jean-Paul II se faisant passer pour le Premier Ministre du Canada Jean Chrétien. On en parlera à travers le monde entier, ce qui lui vaudra d'être nommé ambassadeur de la ville de Val-d'Or. 
En 1996, il crée et anime le talk-show, Politiquement Colette ou sous un déguisement féminin, il reçoit diverses personnalités.
Membre du Club Labrèche de la première saison du talk show de fin de soirée Le grand blond avec un show sournois en 2000. Il y présente L'événement de la semaine, une capsule humoristique, un regard différent sur des événements qu'on ignore, mais qui définiront la société de demain. 
En octobre 2001, il interprète Bernard dans Cauchemar d'amour aux côtés de Marina Orsini. Il tournera par la suite Cauchemar d'amour II et III. 
Au mois d'avril 2005, on le retrouve comme animateur de l'émission En attendant Ben Laden à Radio-Canada.
De 2002 à 2005, Pierre Brassard joue le rôle du vendeur et ivrogne, Jean-Claude Langevin dans l'adaptation de l'émission Caméra Café, diffusée à TVA. Il incarne aussi le lecteur de nouvelles Ridge Taylor dans Le cœur a ses raisons.
À l'automne 2007, il anime l'émission Flash diffusée à TQS. Il est remercié à la suite de la vente de la station TQS à Remstar au printemps 2008.
À l'automne 2009, il est chroniqueur à 3600 secondes d'extase. Ses interventions portent sur lui-même et les stars du showbizz québécois.
À l'automne 2012, il joue de le rôle de George dans la série Les Bobos.
Il a participé aux éditions du Bye Bye de 2013 à 2022. Il a le nouveau record de participations consécutives à cette émissions depuis 2021.
Pierre Brassard fait également de la radio et participe à l'émission de radio de Radio-Canada À la semaine prochaine. Il y participe en tant qu'imitateur de personnalités québécoises avec notamment Pierre Verville et Michèle Deslauriers.
Toujours sur ICI Radio-Canada Première, il anime le quiz humoristique sur l'actualité «Pouvez-vous répéter la question?» et en saison estivale, il est aussi animateur de l'émission «Parasol et gobelets».
L’humoriste et animateur Pierre Brassard a été porte-parole du Défi Ataxie de l'Association Canadienne des Ataxies Familiales en 2016 et 2017. Il a été sensibilisé à la maladie après une rencontre avec Samuel Camirand et son fidèle compagnon Zorro.

## Carrière

### Télévision
- 1988 - 1992 : 100 Limite
- 1992 - 1994 : Taquinons la planète
- 1996 : Politiquement Colette (série télévisée)
- 1998 : Réseaux (série télévisée) : Yvon Bruneau
- 2001 : Cauchemar d'amour : Bernard
- 2002-2006 et 2009-2012 : Caméra Café : Jean-Claude Langevin
- 2005 - 2007: Le cœur a ses raisons : Ridge Taylor
- 2005 : En attendant Ben Laden
- 2005 : René Lévesque : Robert Bourassa
- 2007 : Bye Bye 2007 (de Rock et Belles Oreilles)
- 2009 : 3600 secondes d'extase
- 2011 : Ça sent drôle sketch no. 1, La fin du monde : Présentateur de nouvelles
- 2012 : Les Bobos : Georges Clément
- 2013-2014 : Brassard en direct d’aujourd’hui
- ICI Laflaque : Victor-Hugo Lebeau et Mathieu Bock-Côté
- 2013-2022 : Bye Bye

### Cinéma
- 1999 : Décharge : Nicolas[7]
- 2004 : Camping sauvage : Policier
- 2004 : Comment conquérir l'Amérique en une nuit
- 2008 : Dans une galaxie près de chez vous 2 : Présentateur de nouvelles
- 2009 : Caido : Tom Miller